# Rodrigo Insúa
Rodrigo Axel Insúa (Buenos Aires, Argentina; 16 de diciembre de 1997) es un futbolista argentino. Juega de lateral izquierdo y su equipo actual es el Barracas Central de la Primera División.

## Trayectoria
Surgido del Club Atlético Boca Juniors, hasta quedar libre en 2017 con 20 años. Luego
se incorporó a Aldosivi de Mar del Plata, donde se desempeñó en División Reserva.
Insúa comenzó su carrera profesional en el Chacarita Juniors de la B nacional, donde fue cedido en 2019. El siguiente año fichó permanentemente en el club.
En 2022, Insúa fichó con el Club Deportivo Riestra.
Para la temporada 2023, se incorporó al Barracas Central de la Primera División.

## Estadísticas
Actualizado al último partido disputado el 1 de julio de 2023.
| Club                        | Div.          | Temporada     | Liga  | Liga  | Copas nacionales | Copas nacionales | Copas internacionales | Copas internacionales | Total | Total |
| Club                        | Div.          | Temporada     | Part. | Goles | Part.            | Goles            | Part.                 | Goles                 | Part. | Goles |
| --------------------------- | ------------- | ------------- | ----- | ----- | ---------------- | ---------------- | --------------------- | --------------------- | ----- | ----- |
| Chacarita Juniors Argentina | 2.ª           | 2019-20       | 9     | 0     | —                | —                | —                     | —                     | 9     | 0     |
| Chacarita Juniors Argentina | 2.ª           | 2020-21       | 6     | 0     | —                | —                | —                     | —                     | 9     | 0     |
| Chacarita Juniors Argentina | 2.ª           | 2021          | 21    | 2     | —                | —                | —                     | —                     | 21    | 2     |
| Chacarita Juniors Argentina | Total club    | Total club    | 36    | 2     | 0                | 0                | 0                     | 0                     | 36    | 2     |
| Deportivo Riestra Argentina | 2.ª           | 2022          | 35    | 2     | —                | —                | —                     | —                     | 35    | 2     |
| Deportivo Riestra Argentina | Total club    | Total club    | 35    | 2     | 0                | 0                | 0                     | 0                     | 35    | 2     |
| Barracas Central Argentina  | 1.ª           | 2023          | 11    | 0     | 1                | 0                | —                     | —                     | 12    | 0     |
| Barracas Central Argentina  | Total club    | Total club    | 11    | 0     | 1                | 0                | 0                     | 0                     | 12    | 0     |
| Total carrera               | Total carrera | Total carrera | 82    | 4     | 0                | 0                | 0                     | 0                     | 86    | 4     |

## Vida personal
Es hijo de Rubén Insúa, exfutbolista y entrenador, y su hermano Robertino también es futbolista.